# Ugrupowanie 66
Ugrupowanie 66 – polska grupa literacka działająca we Wrocławiu w latach 1966–1972.
Grupę tworzyli m.in. Ernest Dyczek, Janusz Styczeń, Jerzy Pluta, Bogusław Kierc, Maria Pawlikowska, Leszek A. Momot, Lucjan Kiełkowski, Stanisław Ryszard Kortyka. Grupa odwoływała się do nurtów awangardowych (Awangarda Krakowska, Druga Awangarda) i poetów awangardowych (Miron Białoszewski, Stanisław Swen Czachorowski, Tymoteusz Karpowicz, Julian Przyboś). Z racji przykładania dużej wagi do spraw języka i warsztatu grupa była zaliczana do nurtu poezji lingwistycznej i określana jako „lingwiści wrocławscy”. Od 1967 grupa przyznawała Nagrodę Literacką im. Tadeusza Peipera. Ugrupowanie 66 działało równolegle z inną wrocławską grupą literacką – Agora.